# Jester
Jester is het tweede studioalbum van de Belgische muziekgroep Machiavel. 

## Inleiding
Het album werd als het debuutalbum Machiavel opgenomen in de D.E.S. geluidsstudio in Brussel. De muziekproducent werd alleen aangegeven als Erwin (Erwin Autrique), samen met de band. Het album kwam uit op een ongelukkig monument binnen de progressieve rock. Het was in 1977 de tijd dat lange soli en complexe muziek de strijd dreigden te verliezen aan de korte en eenvoudiger liedjes van de punk. Die simplificatie ging aan Machiavel voorbij; het album schoof juist meer richting de progressieve rock. Het werd dan ook vergeleken met de albums van Genesis en Supertramp (track 5).  Dit werd mede veroorzaakt doordat de analoge synthesizers beter bediend werden. Een minpunt vond men in de zwakke productie.
Het album werd goed ontvangen in Wallonië, maar dan wel binnen de niche van de progressieve rock. Het was onvoldoende om het album een hitlijst in te krijgen.

## Musici
- Albert Letecheur – toetsinstrumenten waaronder mellotron, percussie
- Roland De Greef – basgitaar, akoestische gitaar, percussie, zang
- Marc Ysaÿe – drumstel, zang, percussie
- Mario Guccio – zang, dwarsfluit, saxofoon, klarinet
- Jean Paul Devaux – gitaar, zang

## Muziek
| Nr. | Titel                                                 | Duur |
| --- | ----------------------------------------------------- | ---- |
| 1.  | Wisdom (Letecheur, De Greef)                          | 6:00 |
| 2.  | Sparkling jigsaw (Letecheur, De Greef)                | 7:00 |
| 3.  | Moments (Ysaÿe, De Greef)                             | 3:17 |
| 4.  | In the reign of Queen Pollution (Letecheur, De Greef) | 6:56 |

| Nr. | Titel                                 | Duur |
| --- | ------------------------------------- | ---- |
| 1.  | The jester (Letecheur, De Greef)      | 5:20 |
| 2.  | Mr. Street fair (Letecheur, Ysaÿe)    | 7:55 |
| 3.  | Rock, sea and tree (Letecheur, Ysaÿe) | 9:50 |

De compact discpersing uit 1994 nam twee tracks op van nummers die in 1974 al waren opgenomen: The birds are gone (1:49) en I’m nowhere (2:22).